# Neosetophoma
Neosetophoma Gruyter, Aveskamp & Verkley – rodzaj grzybów z rodziny Didymosphaeriaceae. Liczne gatunki to pasożyty wywołujące choroby roślin, niektóre to grzyby naporostowe.

## Systematyka i nazewnictwo
Pozycja w klasyfikacji według Index Fungorum: Phaeosphaeriaceae, Pleosporales, Pleosporomycetidae, Dothideomycetes, Pezizomycotina, Ascomycota, Fungi.
Takson utworzyli w 2010 r. Johannes de Gruyter, Maikel M. Aveskamp i Gerard J.M. Verkley. Synonim: Septochora Höhn. 1917.
Gatunki występujące w Polsce:
- Neosetophoma cerealis (E. Müll.) Crous 2020[3]

Nazwy naukowe na podstawie Index Fungorum. Wykaz gatunków według W. Mułłenki i innych.